# 中国春蘭
中国春蘭（ちゅうごくしゅんらん）とは、東洋ランのひとつで、中国産のシュンランに由来する。

## 概論
中国春蘭（ちゅうごくしゅんらん）は、一茎一花（いっけいいっか）とも呼ばれ、日本産のシュンランと同種とされるが、分類上はシナシュンラン (Cymbidium forrestii Rolfe)の名で別種としたこともある。地生ランであり、春に花茎を伸ばし、その先端に一輪の花を咲かせる。花の形もシュンランに共通するが、香りはより強い。葉も日本のシュンランよりやや滑らかな感じの場合が多い。
古来から中国ではランを高貴な花と見なし、これを栽培し、観賞することが行われた。特に清朝ころより野生株から花形のよいものを選別し、それらに命名して栽培し、その優劣を競うことが行われるようになった。葉に模様の出るものに対してもそのようなことが行われてきたが、このようにして栽培されるようになったものは、日本にも持ち込まれ、現在まで一つの園芸のジャンルを形成するようになった。これを東洋ランと呼んでいる。
花形を評価されて選ばれるようになったランは、中国春蘭のほかに、花形は似ているが一つの花茎に多数の花をつける一茎九花（いっけいきゅうか）があるが、品種の数は中国春蘭がはるかに多い。

## 評価の基準
中国春蘭の花の形を評価する上で、どのような形を良しとするかについて、次第に一定の基準が形成されるようになった。それにつれて、さまざまな形質を表す用語も多数が作られた。その後日本では同じように日本春蘭や寒蘭が観賞されるようになったが、中国春蘭の基準や用語が流用されている。
中国春蘭で認められている花形は三つある。内2弁を棒心というが、この棒心の先端が普通はすんなりとほそまるところ、先端部が固まって肉厚になるのを兜と呼ぶ。この兜があって花弁の幅が広いものを梅弁（ばいべん）、兜があって花弁の幅が狭いものを水仙弁（すいせんべん）と呼び、よい花形と認められる。兜がなくて花弁の幅が広いものを荷花弁（かかべん）と言い、前記2つにこれを加えた三つに当てはまるものを品種と認める。それ以外に、異常な花形で認められるものを奇種、どのような花形であれ、花茎や花弁、唇弁に赤色を一切乗せないものを素心（そしん）と呼び、品種として認められるものもある。

## 代表的品種
以下に代表的な品種を挙げる。古いものは二百年以上も栽培され続けているが、現在も新しい品種が命名されてもいる。
梅弁
棒心に兜があり、三弁の幅が広いものである。三弁は先が丸く、平肩か三角に決まり、棒心は寄り添って、全体として梅の花を思わせるような姿のものがよいとされる。宋梅（そうばい）・西神梅（せいしんばい）・老十円（ろうじゅうえん）・萬字（まんじ）・翠桃（すいとう）など
荷花弁
花弁の幅は広いが、兜をもたないものをこう呼ぶ。花弁は楕円形で幅広く、花全体が抱えるように丸まって、蓮の花を思わせるような姿のものを良しとする。大富貴（だいふうき）・翠蓋（すいがい）など
水仙弁
梅弁と同じく棒芯に兜をかけるが、花弁が細長く、やや抱えるような形で咲くもの。竜字（りゅうじ）・汪字（おうじ）・翠一品（すいいっぴん）など。
素心
唇弁や花弁に出る赤い斑紋が全く出ないもの。楊氏素（ようしそ）・老文団素（ろうぶんだんそ）・王氏素（おうしそ）など
奇種
花の型変わりである。八重咲きの余胡蝶（よこちょう）・緑雲（りょくうん）、側弁下部が舌化する胡蝶咲きの素蝶（そちょう）・笑蝶（しょうちょう）、二つの花が背中合わせになった形の四喜蝶（しきちょう）、棒心が舌化する蘂蝶（ずいちょう）などがある。
この中で、宋梅・萬字・老十円・竜字を四天王と言う。
また、荷花弁で素心の楊氏素などは二芸品と言うこともあり、特に貴重であるとされる。

## 葉芸品
中国春蘭では葉の模様を楽しむ柄物はないが、日本で出現した縞葉のものに軍旗（ぐんき）と命名したものが日本春蘭の柄物と一緒に扱われている。評価はかなり高い。